# ジャン・ナベール
ジャン・ナベール (Jean Nabert、1881年6月27日 - 1960年10月14日）は、フランスの哲学者、教育家。リセの教師をしながら本を一冊出したがそのまま教育畑でのキャリアを重ね、その後も2冊の著作や論文を発表したが注目を集めることなく生涯を終えた。晩年まで書き続けていた大量の原稿がポール・リクールたちの努力によって刊行されて以後ようやくナベールの哲学は注目を浴びた。

## 生涯
1881年にフランスイゼール県のイゾーで生誕。1910年、哲学のアグレガシオン(一級教授資格)に合格、地方のリセの哲学クラスの教師となる。第一次世界大戦の開始に伴って動員されたが、負傷して傷病兵となり、スイスに収容されて終戦を迎える。1924年に博士論文『自由の内的経験』(副論文は『カントにおける内的体験』)を刊行。1931年〜1941年の10年間、名門アンリ4世校の高等師範入学準備学級(カーニュ)で教鞭をとった。1943年に『倫理のための要項』を公刊。1944年からは哲学の視学総監に就任。その後、ヴィクトール・クーザン文庫の長を務める。1960年、パリにて死去。

## 哲学
ナベールは、自分の哲学的態度を「反省」としてメーヌ・ド・ビランを源流に置き、ジュール・ラシュリエ、ジュール・ラニョーを継いだ位置に自らを置いた。
これらの流れは「フランス反省哲学」と呼ばれる。ナベールを自らの思想の源流とし卒論のテーマにラニョーを選んだポール・リクールがその思潮の後継者とみなされている。 

『悪についての試論』の解説で杉村靖彦は、「ナベールの『カントにおける内的経験』を読んだハイデガーが、フランスにおけるもっとも深い『純粋理性批判』の解釈だと評したという話」を紹介している。

## 『悪についての試論』
「ある種の行為や社会構造、実存のある側面について、そんなことは正当化できないと考える場合、私たちは何を根拠にしてそうするのであろうか。」 という一文で始まるこの書は、「正当化できないという感情」を悪に関する考察の出立点とする。例えば戦争について

「どれほど冷静に考えて予見していたとしても、シニカルに政治的な計算を行っていたとしても、また〔戦争に事欠かぬ〕歴史に通暁していたしても、戦争の勃発が私たちの内に呼び覚ます感情を抑えることはできない。それは、またしても人類の運命が意思の庇護から逃れてしまった、という感情である。」

と、自らの第一次大戦の兵士体験、執筆当時(1955年)まだ生々しい第二次世界大戦の記憶への思いを吐露したあと、悪について苦渋に満ちた晦渋な考察を進めていく。

訳者・杉村靖彦は上記引用分の訳註で「いかにしても正当化できないという尺度なき感情のみを掘り下げることによって進められるナベールの悪論は、「存在することの悪」を語るレヴィナスや、「悪の凡庸さ」を語るアーレントの洞察と数々の点において通じ合っている」と評している。

## 著書

### 邦訳書
- ジャン・ナベール 著、杉村靖彦 訳『悪についての試論』≪叢書・ウニベルシタス 1007≫、法政大学出版局、2014年2月。ISBN 978-4588010071。

### 原著
- l'Expérience intérieure de la Liberté, PUF, 1923, 2e éd. augmentée d'un choix d'articles, d'une préface de Paul Ricœur et d'une bibliographie, PUF, 1992
- Éléments pour une éthique, PUF, 1943, 2e éd. avec une préface de Paul Ricœur, Aubier, 1962
- Essai sur le mal, PUF, 1955, 2e éd.,avec une préface de Paule Levert, Aubier, 1970 （『悪についての試論』）
- "Le divin et Dieu", in *"les Études philosophiques", 1959-n°3, juillet-septembre, PUF
- Le Désir de Dieu, recueil de textes posthumes, préface de Paul Ricœur, Aubier, 1966, 2e éd. augmentée du texte inédit La conscience peut-elle se comprendre ?, présenté par Emmanuel Doucy, aux éditions du Cerf, 1996  (『神の欲望』－死後にまとめられた遺作)    （fr:Jean Nabert#Publicationsより転載）

## 関連書/文献
- 杉村靖彦『ポール・リクールの思想―意味の探索』創文社、1998年2月。ISBN 978-4423171042。
- “ジャン･ナベールにおける反省と悪の問題”.   山内誠 (2004年12月). 2015年7月5日閲覧。[リンク切れ]
- 杉村靖彦「ナベール的自我はいかに証しされるか : 証言の解釈学に向かって」『宗教学研究室紀要』第3巻、京都大学文学研究科宗教学専修、2006年8月、2-17頁、CRID 1390290699815962368、doi:10.14989/57735、hdl:2433/57735、ISSN 1880-1900、2024年4月4日閲覧。
- 越門勝彦『ジャン・ナベールの道徳哲学 : 他者と世界を介した自己理解の探究』東京大学〈博士（文学） 甲第21758号〉、2006年。 NAID 500000427896。国立国会図書館書誌ID:000009280025。2024年4月4日閲覧。
- 越門勝彦『省みることの哲学―ジャン・ナベール研究』東信堂、2007年。ISBN 978-4887137837。
- 鷲田清一(編集) 編『哲学の歴史〈第12巻〉実存・構造・他者 20世紀3』中央公論新社、2008年4月。ISBN 978-4124035292。

### 外国語
- “Deux interprétations de la méthode de Jean Nabert”.   Robert Franck (1966 論文). 2015年7月5日閲覧。
- “Jean NABERT(1881-1960) ESSAI SUR LE MAL” (PDF).   François Chirpaz (2011年6月). 2015年7月5日閲覧。